# 新しい複雑性
新しい複雑性（あたらしいふくざつせい、英語: New Complexity）は、1970年代の前衛の停滞時に新しい単純性と呼ばれた作曲家達と区別する目的で、名づけられた芸術運動の一つ。新複雑性ともいう。新ロマン主義音楽への反動という意味づけがある。

## 発端
ブライアン・ファーニホウ、マイケル・フィニスィーのロワイアン音楽祭出品作の複雑怪奇な楽譜面を指してこの名が付けられた。これらの出品作は二つとも反復音形が顕著であり、「新しい複雑性」を象徴するような作風が芽生えるのは後のことになる。ブライアン・ファ-ニホウもデビュー当時は批判的な評を得ることが多かったがジェイムズ・ボロス、リチャード・トゥープ、ハリー・ハルプライヒらの尽力により、評価が確定したのは1980年代であった。

## 新しい複雑性
新しい複雑性の生みの親とされているのはブライアン・ファーニホウである。デビューから幸先が良かった訳ではなく、「遅れてやってきたセリー主義者」というレッテルを張られた。後に、トータル・セリー、ポスト・セリーの欠陥を合理的に追究し、1970年代に「ユニティ・カプセル」、「時間と運動の習作第一〜三番」、「地は人」、といった作品群で、譜面の隅々まで繊細に描きこまれた作風を樹立する。ヘルムート・ラッヘンマンも、デビューは1960年代初頭と早かったが、ドイツの現代音楽界では新しい複雑性を含めた「新しい、1970年代以後の前衛」にラッヘンマンを含める音楽学者が多数である。
この楽派が有名になった背景には、既に使命を終えていたものとされたダルムシュタット夏季現代音楽講習会から、ファーニホウの影響を受けたイギリスの作曲家が次々とデビューしたということがある。ジェイムズ・ディロン、リチャード・バーレット、クリス・デンクはクラーニヒシュタイン音楽賞を受賞した。またイタリアの作曲家のアレッサンドロ・メルキオーレ、マリオ・ガルーティ、アメリカの作曲家兼チェリストフランク・コックスも極めて難解なチェロ独奏曲の自作自演で受賞し、影響が国際的になった。
新しい複雑性に関った作曲家は、既存の音楽要素を極限まで細分化、多元化したグループである。楽派と分類される限り、ある程度の経験をもてば、新しい複雑性特有のテイストを把握することは難しくない。Wolke社刊「21世紀の新しい音楽と美学」では新しい複雑性に関与した作曲家が多数含まれており、最新の世代は1976年生まれのアーロン・キャシディーまで網羅されている。編者のクラウス・シュテファン・マーンコプフはこの書物を「あくまで中間報告、最終形態ではない」と述べ、現在も続編を刊行中である。

## 「新しい複雑性」から、「複雑系」へ
「新しい複雑性」という狭義を超えて、「複雑系」の音楽がどこから始まったかという疑問について、マーンコプフは前述書に於いてエリオット・カーターの「管弦楽の為の協奏曲」を源としている。この作品が書かれたのが1969年であることを考えると、年代的には正統とみなせる。しかし、カーターはセット理論等の前衛の諸様式を参照の上で到達した独自の試みと捉えており、1965年作曲の「ピアノ協奏曲」で、既に「管弦楽の為の協奏曲」のテクスチャーを凌駕している。
ミルトン・バビットはトータル・セリーの生みの親とされ、彼が作曲した「ポスト・パーティションズ」を起源とみなすことも可能である。しかし、多くの書物で指摘されているようにトータル・セリーが開花したのはアメリカではなく、ダルムシュタット夏季現代音楽講習会が開催されたドイツを含む西欧であった。バビットは自作の「レラータ1」の初演時に「聞きたい音符の半分以下しか聞き取れない演奏だった」と演奏家への不満を表明する。
そして、前衛の時代が20年強続き、1968年以降前衛の停滞及び調性の復活が議論されるようになる。この時代の展開は国際コンクールで精密機械のような古典作品を披露する演奏家が評価されたり、かつての前衛の時代に書かれた作品を非常に高い精度で演奏できるようになったことと無関係ではない。オリヴィエ・メシアンの自作自演ピアノ演奏や、デイヴィッド・チューダーの演奏によるジョン・ケージ、カールハインツ・シュトックハウゼン作品の音源からは、「意外に演奏の段階で、ミスタッチを含めて恣意的な解釈を含む」という事実が指摘されている。また、「前衛の時代に書かれた作品が、それほど複雑ではない。」ということも議論に上がってくるようになった。これらの暴露は、前衛の時代が終焉してから、やっと行えたのである。
ファーニホウは「テンポ感が確定していれば、テクスチャーは全て聞き取れる」という価値観を、現在に到るまで崩していない。

## 日本への影響
ファーニホウを初めとする「新しい複雑性」はその存在が早くから日本に知られており、武満徹主催の「今日の音楽」や松平頼暁著『現代音楽のパサージュ』等で、部分的な紹介はなされていた。しかし彼らの主張を演奏、作曲の両面で音楽家が消化できるには細川俊夫主催「秋吉台国際20世紀音楽セミナー&フェスティバル」内でファーニホウ本人の来日が実現した1995年辺りまで待たなければならなかった。詳しくはポスト・ファーニホウを参照されたい。

## 「複雑系」の恵み
「新しい複雑性」が現代音楽界を震撼させたのは、セリー理論に忠実に音楽を書くことを理想としていたはずのダルムシュタット夏期講習会で、作曲家自らが、聞きたい音楽のための理論を創出する事へ転換したことであった。近代のシェーンベルクの「月に憑かれたピエロ」から始まりブーレーズの「ル・マルトー・サン・メートル」や「婚礼の顔」を経た後、70年代は前衛の停滞が叫ばれ、なぜポスト・セリエルが行き詰まるのか、ほとんど誰もわからなかった。
「ポスト・セリエルには欠陥がある。音楽的密度の増減を自らが律してしまう」といった声を、音楽文化の僻地としか捉えられていなかったイギリスから発し、アイディアの欠如から来る苦し紛れから始まりながらも、ハイパー・ロマンチックな思考を駆使してまで解決したファーニホウの功績は大きい。しかし、ポスト・ファーニホウにも同様の問題が横たわっており、ヘルムート・ラッヘンマンやハンス・ツェンダーはファーニホウが複雑系の最終限界だと言い、前者はドナウエッシンゲン75周年記念の講演で「音楽はそうやってすでに死んだ」とも言っている。
クラウス・フーバーなどは1990年代のベルリンの現代音楽の講習会で「それでも音楽が時代を経るに連れて複雑になるのは、エントロピーの法則のように自然であり可能性がないわけではない」と言っている。事実アーロン・キャシディーは全編複雑極まりないタブラチュアで音符のない作品を生み出すことに成功し、ゲラルト・エッケルトは「特殊奏法の複雑性」をテーマとした作品に取り組みつづけている。追従する作曲家の数は減ったが、現在も尚影響力の大きな潮流の一つであるとされている。